# Amnesicoma bicolor
Amnesicoma bicolor là một loài bướm đêm trong họ Geometridae.